# Gustav Schroll
 Ikke at forveksle med G.F. Schroll.
Gustav Frederik Schroll (født 6. april 1803 på Lykkenssæde, død 7. oktober 1863 sammesteds) var en dansk landmand og politiker, bror til Christian Schroll.
Han var søn af Henning Schroll og efterfulgte 1833 faderen som arvefæster (proprietær) på Lykkenssæde, hvor han videreførte instituttet for høravl og -behandling. Fra 1849, da værnepligtsfritagelsen var bortfaldet, formindskedes antallet af lærlinge imidlertid, og ved hans død 1863 blev instituttet opløst.
Schroll blev valgt til stændersuppleant i 1841 og deltog i Østifternes Stænderforsamling i Roskilde i 1844 og 1846. Han blev valgt til Landstinget i 6. kreds ved valget i 1849 og genvalgt i 1855 og 1855. Han ønskede ikke genvalg i 1859.
Han blev gift 7. juni 1837 med Johanne Amalie Frederikke Bonde (1815–1902). Børn:
1. Henning Georg Nicolaj Schroll (1838-1915)
2. Thorvald Schroll (1839-1887)
3. Carl Adolf Schroll (1846-1919)
4. Gustav Frederik Gottlieb Schroll (1849-1937)

Schroll blev udnævnt til kammerråd i 1856.